# AcceleratedSAP
ASAP es un acrónimo para la metodología Accelerated SAP, desarrollada por SAP AG para la ejecución de proyectos de implementación de sus soluciones de software. 
Inicialmente fue creada para lograr una práctica estándar en las actividades tanto de consultoría como de logística y otros aspectos necesarios para que los proyectos de implementación del ERP de la compañía (llamado inicialmente SAP R/3) se realizaran con el menor riesgo posible. Con el tiempo fue evolucionando para abarcar la implementación de las diferentes soluciones de negocios que SAP ha ido desarrollando, como por ejemplo mySAP CRM, PLM, SCM, SRM, Enterprise Portals, y otras. 
El nombre "AcceleratedSAP" pretende dar a entender la posibilidad de realizar implementaciones en tiempos cortos (por el juego de palabras con "As Soon As Possible"), a diferencia de lo que había estado sucediendo cuando las implementaciones se realizaban sin una metodología estándar, cuando se dibujaban proyectos que abarcaban años de trabajo, sin entregables definidos, dejando sin cubrir las expectativas de los clientes o empresas que adoptaban las soluciones, lo cual generaba un ambiente adverso en los proyectos en cuestión.

## Detalle
La metodología propone la implementación de un proyecto de la mayoría de las soluciones de negocios basados en actividades definidas en un Roadmap (Hoja de ruta). El roadmap de implementación (o Implementation Roadmap) es el más común de todos, y divide las actividades y tareas en cinco fases principales: 
- Fase 1: Preparación Inicial (Initial Preparation).

Durante esta fase, el equipo del proyecto se entrenará en los fundamentos de mySAP ERP y en el mapa de procedimientos de ASAP, se completará el plan del proyecto de alto nivel y se revisará el esquema del hardware necesario. El proyecto se iniciará oficialmente con una reunión de lanzamiento. Esta reunión no es exclusiva del equipo del proyecto y los consultores del implantador, sino que también para otros miembros clave de la empresa. Este arranque preparará un escenario propicio para el proyecto destacando la importancia de éste con los objetivos futuros de la compañía.
- Fase 2: Mapa de procesos (Business Blueprint).

El propósito de la fase de Planos del Negocio (Business Blueprint) es entender las metas del cliente y determinar los procesos de negocio necesarios para cumplir las mismas. En una reunión de Revisión Ejecutiva, se discutirán las metas del grupo, la estructura organizacional y los procesos de negocio de alto nivel. Otros requerimientos más detallados serán discutidos durante reuniones de trabajo de revisión de cada uno de los procesos de negocio. Las reuniones de Revisión Ejecutiva y de los procesos de negocio serán conducidas por los consultores del implantador. 
Para verificar que se entendieron apropiadamente los requerimientos del grupo y que se incluyó a todos los involucrados en el proyecto, se preparará un “Plano” del estado futuro y será presentado a sus ejecutivos para la aprobación del mismo. Este Plano consistirá en un diagrama de la estructura de la empresa, además del primer borrador de la definición de los procesos de negocio que se utilizará en su compañía; los dos se presentarán en forma escrita y de diagrama. Con la elaboración de los Planos se finalizará el alcance detallado del proyecto.
- Fase 3: Realización (Realization).

Durante esta fase, el equipo del proyecto de su empresa y los consultores del implantador se separarán para terminar las actividades asignadas. El equipo del proyecto asistirá al entrenamiento de SAP de nivel 2 y 3. El entrenamiento de SAP se ha organizado alrededor de procesos de negocios. Durante el entrenamiento de nivel 2, el equipo del proyecto se hará más competente, y comenzará a modelar al sistema mySAP ERP con base en los requerimientos de una compañía caso. El entrenamiento, también, proporcionará un entendimiento de las herramientas y ayudas de referencia del sistema; de igual manera, se realizará la integración de sus componentes. El entrenamiento de nivel 3 ayudará al equipo del proyecto a adquirir conocimientos en tópicos detallados dentro de los procesos de negocio. 
Mientras que el equipo del proyecto está en entrenamiento, los consultores del implantador configurarán los procesos de negocio definidos en los “planos aprobados”. El sistema configurado reflejará la organización del cliente y los catálogos maestros; y deberá soportar un flujo totalmente integrado de los procesos del sistema. Una revisión de los procesos de negocio de su empresa con el equipo del proyecto y con otros usuarios clave de cada uno de los procesos de negocio permitirá la retroalimentación y confirmación de los “planos aprobados”. 
Un sistema que refleje los catálogos maestros y la organización de su empresa proporcionará un beneficio adicional al equipo del proyecto en el refuerzo del entrenamiento tomado. 
La configuración de cada proceso de negocio medular será dividida en interacciones o ciclos de flujos de procesos de negocios relacionados. Los flujos de procesos de negocios son configurados conjuntamente con el desarrollo de reportes, procedimientos de usuarios, escenarios de prueba y perfiles de seguridad. Los ciclos no sólo proporcionan indicadores para el equipo del proyecto, sino que también proveen puntos claves para probar y simular partes específicas del proceso global de negocios. Este enfoque proporciona retroalimentación inmediata, así como el involucramiento de toda la organización a lo largo del ciclo de vida del proyecto. 
Durante los ciclos, el equipo del proyecto del cliente estará trabajando estrechamente con los consultores del implantador para definir los escenarios específicos de negocios y las condiciones de excepción. Este enfoque cuenta con la máxima transferencia de conocimientos permitiendo al equipo de trabajo repetir la configuración de los procesos medulares del negocio mientras pone a punto el sistema para tomar en cuenta procesos comunes de negocios. El equipo del proyecto del cliente completará el entrenamiento detallado de Nivel 3 durante los ciclos. 
Como una actividad paralela, son desarrollados y probados los programas de interfaz y conversión, así como los reportes especiales.
- Fase 4: Preparación final (Final preparation).

El propósito básico de la fase de Preparación Final es terminar las pruebas finales del sistema, entrenar a los usuarios finales y llevar los datos y el sistema a un ambiente productivo. Las pruebas finales al sistema consisten en probar los procedimientos y programas de conversión y reportes especiales para fines legales y fiscales, probar los programas de interfaz a los sistemas actuales, llevar a cabo las pruebas de volumen y estrés, así como las pruebas de aceptación del usuario final. 
Para entrenar a los usuarios finales, el equipo de proyecto entrenará usuarios clave utilizando un método de “entrenar al entrenador”. Este método ayudará a ganar la aceptación de los usuarios finales, así como a la construcción de una base de conocimiento para soporte propio de los reportes en línea y futuras mejoras al sistema. 
Otro propósito de esta fase es crear una estrategia para la Puesta en Marcha. Este plan específicamente identifica la estrategia de conversión de datos, procedimientos iniciales de auditoría y una estructura de soporte al equipo del proyecto.
El último paso en esta fase es aprobar el sistema y asegurar que el cliente esté listo para la puesta en marcha del Sistema mySAP ERP.
- Fase 5: Inicio y soporte post-productivo (Go Live and Support).

Inmediatamente después de la puesta en marcha, el sistema deberá ser revisado y afinado para asegurar que el entorno del negocio está completamente soportado. Este proceso involucra no solamente el verificar la precisión de las transacciones del negocio, sino también, entrevistar informalmente a los usuarios para verificar que sus necesidades hayan sido satisfechas.

## Otras consideraciones
Hasta el año 2004, la metodología estaba soportada por la herramienta de software llamada "ASAP Implementation Tools", que se entregaba en CD y se instalaba en un PC o servidor, de forma individual (stand-alone) o en modalidad Cliente-Servidor, que disponía de generadores de informes estructurados pero carecía de herramientas de gestión de proyectos. Desde ese año, SAP liberó la nueva herramienta SAP Solution Manager, incluida en todas sus soluciones, que requiere un servidor y una administración similar a otros productos SAP, que permite realizar la documentación del proyecto y dispone de una herramienta ligera de seguimiento de proyectos, incluyendo Upgrades (actualizaciones de versión) y creación de nuevas funcionalidades. Las anteriores herramientas fueron descontinuadas.